# Humerobates parvoglobosus
Humerobates (Humerobates) parvoglobosus – gatunek roztocza z kohorty mechowców i rodziny Humerobatidae.
Gatunek ten został opisany w 1967 roku przez Marie Hammer jako Baloghobates parvoglobosus. Luis Subías umieszcza ten gatunek w podrodzaju Humerobates (Humerobates).
Mechowiec ten osiąga ponad 1000 μm długości. Jego translamelle są wąskie lub niekompletne, a senislusy mają długie szypułki. Szczeciny notogastralne występują w liczbie 9–10 par, genitalne 6 par, aggenitalne 1 pary, analne 2 par, a adanalne 3 par. Odnóża są trójpalczaste.
Przedstawiciel gatunku znaleziony został w gnieździe kakapo.
Gatunek endemiczny dla Nowej Zelandii.